# 崔大佑
崔大佑（韓語：최대우，拉丁转写：Choi Dae-Woo，1975年10月20日—），韩国足球裁判。
崔大佑2011年起执法韩国次级联赛挑戰K聯賽（K2联赛）。直至2013年上半年，他仍没有被提拔到顶级联赛经典K联赛。然而，中国足协邀请他执法了多场中国顶级联赛中超的比赛，而且多是关键的比赛。2011年中超联赛第23轮北京国安与辽宁宏运的比赛由他执法，这是他第一次出任中超主裁判。2012年中国足球超级联赛第1轮上海申花对阵江苏舜天、第25轮山东鲁能对阵天津泰达、第26轮杭州绿城对阵上海申鑫、第24轮补赛北京国安对阵河南建业、第27轮辽宁宏运对阵大连实德、第28轮大连实德对阵上海申鑫、第29轮上海申鑫对阵山东鲁能的比赛都由他执法，一共是7场中超比赛，其中6轮是连续执法；2012年中国足协杯半决赛第二回合辽宁宏运和广州恒大的比赛也由他执法。上海申鑫和山东鲁能的比赛之后，有媒体认为崔大佑执法尺度过于宽松，上半场漏判了三个点球。2013年中超联赛第1轮北京国安与上海上港的比赛，崔大佑再次成为中超主裁判。